# Mia Arch
Maria (Mia, Mizzi) Agnes Arch, geb. Redlich (* 25. März 1895 in Innsbruck; † 22. März 1986 ebenda), war eine österreichische Malerin und Teppichgestalterin.

## Familie
Mia Redlich war eine Tochter der Tiroler Landschafts- und Blumenmalerin Wilhelmine Redlich (1869–1954), geb. Urthaler, und Enkelin des Malers und Lithografen Carl Friedrich Redlich (1823–1897). Ihr Vater Josef Redlich (1863–1947) führte die von Carl Redlich begründete Druckerei („Lithografische Anstalt“) und war ebenfalls künstlerisch tätig, unter anderem als Plakat- und Miniaturmaler. Mia Redlich hatte eine früh verstorbene ältere Schwester Mathilde und einen jüngeren Bruder Hermann Redlich, zu dessen Enkelkindern die Malerin Ingrid Redlich-Pfund und die Schauspielerin Bettina Redlich gehören. Ihr Onkel war der Historiker Oswald Redlich.
1920 heiratete Mia Redlich den Offizier Josef Arch nach sechsjähriger Verlobungszeit, die er hauptsächlich in Kriegsgefangenschaft verbracht hatte. Sie bekamen eine Tochter, die bei der Geburt starb, und dann einen Sohn, den späteren Pädagogen Harwick Wolfgang Arch (1923–2013).

## Leben
Mia Arch begann sich als junges Mädchen künstlerisch zu betätigen, schuf Kohle- und Rötelzeichnungen. Sie versuchte sich auch in der Porzellanmalerei und nach ihrer Hochzeit an der Illustration von Kinderbüchern. Mit der Kopie eines Quittenbildes ihrer Mutter bewarb sie sich erfolgreich an der Akademie der Bildenden Künste München. Dort studierte sie von 1927 bis 1930 als Schülerin des Malers Karl Caspar und schloss mit Diplom ab.
Während des Studiums konnte Mia Arch erste Verkaufserfolge mit Ansichten aus der Tiroler Gemeinde Grins und Gebirgsbildern, die sie 1928 in Budapest ausstellte, erzielen. 1930/1931 unternahm sie eine Studienreise nach Paris, auf der einige Stadtansichten entstanden. Weiters bereiste sie Deutschland und Italien. Sie war Mitglied der Tiroler Künstlervereinigungen „Die Waage“, „Heimat“ und „Tyrol“, mit denen sie auch ausstellte. 1931 fand im Innsbrucker Kunstsalon Unterberger eine Mia Arch gewidmete Einzelausstellung mit 24 Gemälden statt, die einen Querschnitt ihres bisherigen Schaffens zeigten. Bei der Landeskunstausstellung 1936 erhielt sie ein Anerkennungsdiplom der Stadt Innsbruck.
Die Familie Redlich wohnte in Innsbruck (Meranerstraße 6) in einem dreistöckigen Haus mit Nebengebäude, in dessen Dachgeschoss sich Mia Arch ein Atelier eingerichtet hatte und gelegentlich auch Ausstellungen ihrer Werke veranstaltete. Nach dem Zwangsverkauf des Anwesens 1938 zog die Künstlerin in ein neu errichtetes Atelierhaus in Vill, einem Dorf nahe Innsbruck, wo sie fortan lebte und arbeitete. Von 1945 bis 1951 wurde das Gebäude von US-amerikanischen und anschließend französischen Besatzern übernommen, und die Familie Arch musste einige Zeit im Kellerraum wohnen. Trotz der beengten Verhältnisse war Mia Arch weiterhin als Malerin tätig.
Von 1951 bis 1954 unterstützte Mia Arch ihren Ehemann, der im Pitztal ein Heimgewerbe mit handgeknüpften Teppichen aus Tiroler Schafwolle leitete. Hierzu lieferte sie Entwürfe und Vorlagen. 1957 unternahm sie eine Malreise an die italienische Adriaküste (Bari, Castel del Monte). In den Folgejahren reiste sie an die dalmatinische Küste (Mljet). Bis in die 1970er Jahre war Mia Arch als Malerin aktiv und erhielt Aufträge, unter anderem für bemalte Möbel. Sie starb 1986 in Innsbruck.

## Werk
Mia Arch malte Landschaften, Stillleben (insbesondere Blumenstücke), Tierstücke (Hunde) und Porträts. Während ihres Studiums an der Akademie München entstanden auch einige Aktstudien in Öl. Ihre Arbeiten zeigen den Einfluss ihres dortigen Lehrers Karl Caspar. Arch war eine Vertreterin des gemäßigten Expressionismus. Zeitgenossen präfaschistischer Ausrichtung kritisierten früh ihre Vernachlässigung einer „richtigen Zeichnung“. Die Künstlerin begrüßte zwar den „Anschluss Österreichs“, ihr Malstil fand aber in der Zeit des Nationalsozialismus wenig Anklang. So lehnte Hans Herbert Schweitzer ihre für eine Ausstellung im Haus der Deutschen Kunst eingereichten Werke mit der Begründung ab, sie würden „dem Kunstwollen des Nationalsozialismus nicht entsprechen“. Archs künstlerisches Schaffen nahm in Folge derartiger Erfahrungen ab und wurde angepasster. Hatte sie zuvor schwungvoll mit „arch“ signiert, verwendete sie später (entsprechend der Vorgaben der Machthaber) exakt ausgerichtete Druckbuchstaben.
Neben der Malerei gestaltete Arch Entwürfe für in Heimarbeit gefertigte Pitztaler Teppiche.
Werke von Mia Arch befinden sich in den Sammlungen der Österreichischen Galerie Belvedere, des Tiroler Landesmuseums und des Tiroler Volkskunstmuseums.
Werke (Auswahl)
- Glashaus mit Pferd, Öl auf Leinwand auf Dämmplatte, 83,5 × 77,8 cm, Signatur rechts unten: „Arch“, seit 1973 Dauerleihgabe Artothek des Bundes an Belvedere, Wien
- Stillleben mit Krug, Öl auf Leinwand, 70 × 70 cm, seit 1974 Dauerleihgabe Artothek des Bundes an Belvedere, Wien[8]
- Selbstbildnis, Öl, 1930
- Grins mit Parseierspitze, 1931, Öl auf Leinwand, 88 × 66 cm, 1958 Erwerb Tiroler Landesmuseum[9]
- Dame in Grün, Wäscherin, Tiroler Bäuerin, Badende Knaben im Moor, Alte Bauernhäuser, Gotische Brücke in Grins, Stift in Hall, Herbstblumenstrauß, 1931 Kunstsalon Unterberger, Innsbruck
- Ernte in Tirol, 1932 Alpine Kunstausstellung Innsbruck[10]
- Rittersporn, 1932 Herbstausstellung der Künstlergruppe Waage, Kunstsalon Unterberger, Innsbruck[11]
- Winterabend, 1936 Tiroler Kunstausstellung[12]
- Foxl, 1936 Tiroler Landes-Jagd-Ausstellung[13]
- Windhund, 1938 Weihnachtsausstellung Taxishof, Innsbruck[14]

## Ausstellungen (Auswahl)

### Einzelausstellungen
- 1931: Kunstsalon Unterberger, Innsbruck

### Ausstellungsbeteiligungen
- 1931: 80 Jahre Linz, Oberösterreichischer Kunstverein, Große Südbahnhofhalle, Linz (mit Katalog)
- 1932: Alpine Kunstausstellung (Ausstellung der Künstlergruppen „Heimat“, „Waage“ und „Tyrol“), Taxishof, Innsbruck
- 1932: Herbstausstellung der Künstlergruppe „Waage“, Kunstsalon Unterberger, Innsbruck
- 1933: 20 Jahre Tiroler Kunst (Ausstellung der Künstlergruppen „Heimat“, „Waage“ und „Tyrol“), Taxishof, Innsbruck
- 1934: Wettbewerbsausstellung, Wiener Künstlerhaus
- 1936: Landeskunstausstellung Tirol
- 1936: Tiroler Kunstausstellung der Künstlergruppe „Waage“, Taxishof, Innsbruck
- 1936: Tiroler Landes-Jagd-Ausstellung, Innsbruck
- 1943: Gau-Kunstausstellung Tirol-Vorarlberg, Universitätsbibliothek Innsbruck[15]
- 1947: 1. Ausstellung Künstlerbund „Tyrol“, Bundesgewerbeschule, Innsbruck[1]